# Joseph Garnier (Komponist)
Joseph Garnier (* unbekannt; † 12. Oktober 1779 in Straßburg) war ein französischer Komponist und Kapellmeister.

## Leben
Joseph Garnier war ab Februar 1751 mit der Ausbildung der Chorknaben an der Stiftskirche Notre-Dame in Beaune betraut. Außerdem war er vertraglich gehalten, jedes Jahr eine Messe, Psalmvertonungen, Motetten, Hymnen und Magnificat aus eigener Feder zu liefern. Im Juni 1760 wurde er in Nachfolge von Paul de Villesavoye (1683–1760) zum Kapellmeister am Straßburger Münster ernannt. Möglicherweise war Nicolas-Joseph Hüllmandel einer seiner Schüler. Franz Xaver Richter übernahm am 24. April 1769 die Nachfolge Garniers.

## Werk
Garnier komponierte in erster Linie Kirchenmusik, seine etwa 30 Messen sind zum Teil a cappella, zum Teil mit Orchesterbegleitung gesetzt. In seinen Motetten für 5-stimmigen Chor, Soli, Orgel und Orchester richtete sich Garnier nach den Vorbildern der französischen Grand Motets, beispielsweise von Jean-Joseph Cassanéa de Mondonville.
- Messe à Timbales et à Trompettes dédié au grand chapitre de Strasbourg (1766)